# Rue Saint-Martin (Colmar)
Pour les articles homonymes, voir Rue Saint-Martin.
La rue Saint-Martin est une voie de circulation de la ville de Colmar, en France.

## Situation et accès
Cette voie de circulation, d'une longueur de 60 m, se trouve dans le quartier centre.
On y accède par la rue des Serruriers et la place de la Cathédrale.
Cette voie n'est pas desservie par les bus de la TRACE.

## Origine du nom
La rue doit son nom à Saint Martin (316 ou 317 - 397), saint protecteur auquel est dédiée la collégiale toute proche.

## Bâtiments remarquables et lieux de mémoire
Dans cette rue se trouvent des édifices remarquables[Lesquels ?].

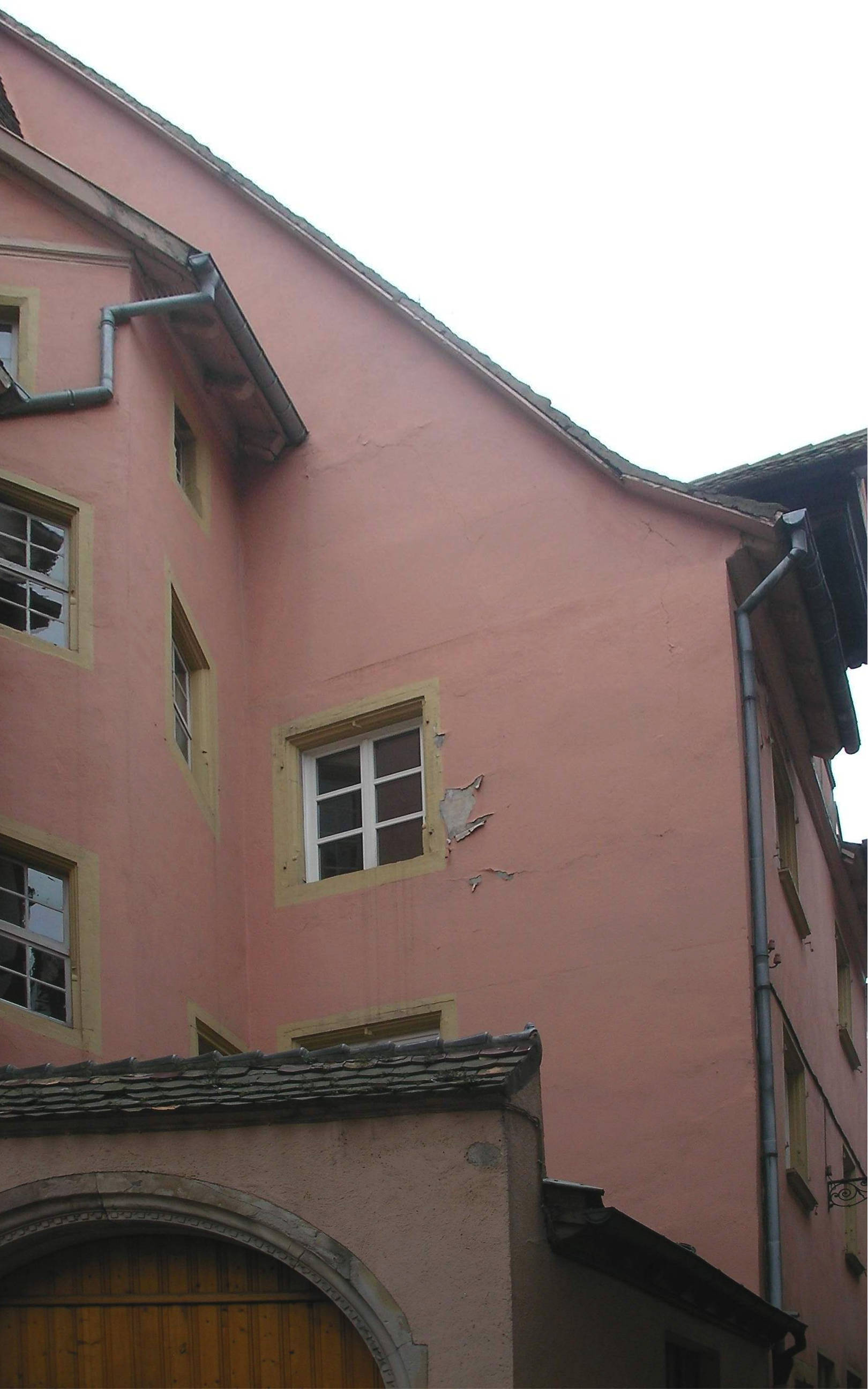
Maison (XVIe) au no 4 Inscrit MH (1929)